# Jane Wiedlin (album)
Jane Wiedlin is het eerste soloalbum van de Amerikaanse muzikante Jane Wiedlin. Het verscheen in okober 1985 op I.R.S., een jaar na haar vertrek uit de new waveband The Go-Go's en kwam tot een 127e plaats in de Billboard 200. Wat het het uiteenvallen van de band voor Wiedlin betekende valt te horen in het slotnummer My Traveling Heart dat tevens de B-kant is van het op single uitgebrachte Blue Kiss, dat in de Billboard Hot 100 een 77e positie opleverde en een 30e in de dance-chart.

## Ontvangst
Stewart Mason van AllMusic schreef: "Afgezien van de gladde midden-jaren-tachtig productie is het soldebuut van Jane Wiedlin uit 1985 misschien wel het beste soloalbum van welk ex-Go-Go's-lid dan ook. De singles Modern Romance en Blue Kiss hadden its moeten worden (ze zijn in ieder geval beter dan het merendeel van het solowerk van Belinda Carlisle), en op de beste albumtracks maakt het brutale karakter van de Go-Go's plaats voor een volwassener, wereldvreemder, geluid."

## Tracklijst
| Nr. | Titel                                   | Duur |
| --- | --------------------------------------- | ---- |
| 1.  | Blue Kiss                               | 3:27 |
| 2.  | Goodbye Cruel World                     | 3:49 |
| 3.  | Sometimes You Really Get On My Nerves   | 3:36 |
| 4.  | East Meets West                         | 3:36 |
| 5.  | Somebody's Going to Get Into This House | 3:43 |
| 6.  | Forever                                 | 5:08 |

| Nr. | Titel                         | Duur |
| --- | ----------------------------- | ---- |
| 7.  | Modern Romance                | 5:15 |
| 8.  | I Will Wait For You           | 3:47 |
| 9.  | One Hundred Years of Solitude | 4:43 |
| 10. | Where We Can Go               | 4:12 |
| 11. | My Travelling Heart           | 4:07 |